# Rio Rico, Arizona
Rio Rico är en ort (CDP) i Santa Cruz County, i delstaten Arizona, USA. Enligt United States Census Bureau har orten en folkmängd på 18 962 invånare (2010) och en landarea på 161 km².